# 刺田菁
刺田菁（学名：Sesbania aculeata）为豆科田菁属下的一个种，分佈於東亞、南亞、西亞至非洲的熱帶及亞熱帶地區。

## 分佈
本種分布於非洲至東亞一帶，包括華南、海南島、南中國海、越南、泰國、寮國、柬埔寨、緬甸、印度、安達曼群島、拉克沙群岛、孟加拉、斯里蘭卡、東喜馬拉雅、西喜馬拉雅、巴基斯坦、阿富汗、伊朗、沙特阿拉伯、阿曼、也門、索馬里、坦桑尼亞、津巴布韋、莫桑比克、納米比亞、留尼汪島、博茨瓦納、布吉納法索、喀麥隆、佛得角、中非共和國、科摩羅、岡比亞、幾內亞、肯尼亞、萊索托、馬達加斯加、馬拉維、毛里塔尼亞、毛里求斯等。
另外，本種也被引入到尼泊爾、南非東北部、美洲阿根廷東北部、阿魯巴、查戈斯群島、古巴、多米尼加共和國、斐濟、海地、伊拉克、牙買加、加勒比海背风群岛、荷屬安的列斯、波多黎各、塞舌爾、斯威士蘭、向風群島等地。

## 扩展阅读
- 維基物種上的相關：刺田菁